# Benjamin Kaplan
Benjamin Jacob Kaplan (31 januari 1960) is een Amerikaanse historicus. Hij is gespecialiseerd in de vroegmoderne geschiedenis van de Nederlanden, met name op het gebied van religie. Kaplan is hoogleraar Nederlandse geschiedenis aan het University College London binnen de Universiteit van Londen. Hij geldt als een specialist op het gebied van tolerantie in het Europa van na de Reformatie, alsook op het terrein van vroegmoderne godsdienstoorlogen.
Kaplan behaalde een bachelor-graad aan de Yale-universiteit, waarna in 1983 een masterdiploma, en in 1989 een PhD volgden aan Harvard. Nadien was hij achtereenvolgens verbonden aan de Brandeis-universiteit, de Universiteit van Iowa en de Universiteit van Amsterdam. Naast zijn rol als hoogleraar te Londen zetelt Kaplan tevens in diverse adviesraden, onder meer die van het Tijdschrift voor Geschiedenis. 

## Publicaties (selectie)
- Reformation and the Practice of Toleration. Dutch Religious History in the Early Modern Era (Brill 2019).
- Religious Interactions in Europe and the Mediterranean World. Coexistence and Dialogue from the 12th to the 20th Centuries, met Katsumi Fukasawa en Pierre-Yves Beaupaire (red.) (Routledge 2017).
- Cunegonde's Kidnapping: A Story of Religious Conflict in the Age of Enlightenment (Yale University Press 2014).
- Boundaries and their meanings in the history of the Netherlands, met Marybeth Carlson en Laura Cruz (red.) (Brill 2009).
- Catholic Communities in Protestant States: Britain and the Netherlands c.1570-1720, met Bob Moore, Henk van Nierop en Judith Pollmann (red.) (Manchester University Press 2009).
- Divided by Faith: Religious Conflict and the Practice of Toleration in Early Modern Europe. (Harvard University Press 2007).
- Calvinists and Libertines: confession and community in Utrecht, 1578-1620 (Clarendon Press 1995).

- Bibsys: 90936181
- Bibliothèque nationale de France: cb133250926 (data)
- CiNii: DA16593681
- Gemeinsame Normdatei: 138741352
- International Standard Name Identifier: 0000 0001 1621 5346
- Library of Congress Control Number: n95015593
- Nationale Bibliotheek van Tsjechië: jo2008479067
- Nationale Bibliotheek van Israël: 987007313388905171
- Nederlandse Thesaurus van Auteursnamen: 09449343X
- Réseau des bibliothèques de Suisse occidentale: 02-A003441564
- LIBRIS: 339797
- SNAC: w6zs7tzk
- Système universitaire de documentation: 035621184
- Virtual International Authority File: 37062008
- WorldCat: E39PBJfmvjFrCVfHV3Twk7kkXd